# Microhadrestia minuta
Microhadrestia minuta är en tvåvingeart som beskrevs av Lindner 1943. Microhadrestia minuta ingår i släktet Microhadrestia och familjen vapenflugor. Inga underarter finns listade i Catalogue of Life.